# Lisa Desmond
Lisa Ann-Mari Desmond Linder, född 5 mars 1986 i Täby församling, Stockholms län, är en svensk låtskrivare och musikproducent.

## Låtar
- Walk on Water

### Melodifestivalen
- 2015 – I'll Be Fine (tillsammans med Molly Pettersson Hammar, Tim Larsson, Tobias Lundgren och Gavin Jones).
- 2016 – Hunger (tillsammans med Joy Deb, Linnea Deb, Anton Hård af Segerstad och Molly Pettersson Hammar).
- 2025 – Hate You So Much (tillsammans med Herman Gardarfve och Saga Ludvigsson).